# Delicious

Delicious logotyp.

Delicious är en webbplats där användare sparar, sorterar och delar med sig av sina webb-bokmärken. Sajten startades 2003 av Joshua Schachter och köptes 2005 upp av Yahoo. Sajten var den första stora sajten som kom att kallas social bookmarking, där man delar sina egna bokmärken med andra över Internet.
Webbsidan bytte 2008 namn från del.icio.us till Delicious. Anledningen därtill var de svårigheter många användare hade med att återge stavningen av del.icio.us korrekt.
I december 2010 meddelade Yahoo! att man tänkte sätta tjänsten inom den interna kategorin "sunset" ("solnedgång"), vilket tolkades som att de tänkte lägga ner tjänsten. Företaget förklarade senare att de snarare tänkte försöka sälja tjänsten än att lägga ner den.